# Низами (киноцентр)
Киноцентр «Низами» (азерб. Nizami Kino Mərkəzi) — кинотеатр (бывший «Художественный»), расположенный в столице Азербайджана, в городе Баку, на проспекте Бюльбюля. Носит имя выдающегося поэта Низами Гянджеви. Здание театра построено в 1934 году. Архитекторами являются Садых Дадашев и Микаэль Усейнов.
В ноябре 2011 года состоялось открытие здания кинотеатра «Низами» после капитального ремонта и реконструкции. На церемонии открытия присутствовали президент Азербайджана Ильхам Алиев и его супруга Мехрибан Алиева.
В фойе здания есть стенды с фотографиями, отражающими историю кинотеатра. На первом этаже расположены два кинозала на 50 и 80 мест, на втором — большой кинозал на 500 мест, а на пятом — VIP-кинозал на 24 места. На первом этаже кинотеатра имеются также торговые киоски, на втором — кафе, на четвёртом — кафе-клуб и пресс-центр, а на пятом и шестом этажах — 250-местный ресторан и административные помещения. Потолок ресторана в соответствии с временем года механически открывается и закрывается. На фронтоне здания кинотеатра установлен памятник Низами Гянджеви.